# 가마야역 (홋카이도)
가마야역(일본어: 釜谷駅, かまやえき)은 일본 홋카이도 가미이소 군 기코나이정에 있는 도난 이사리비 철도 도난 이사리비 철도선의 철도역이다.

## 역 구조
2면 2선의 상대식 승강장이 있는 지상역으로, 역사 맞은편 승강장은 고료카쿠 방향에 설치된 구내 건널목으로 연결되어 있다. 이전에는 1면 1선의 단선식 승강장만이 있었던 역이었으나, 쓰가루 해협선 정비에 맞추어 교행 설비가 신설되었다. 역사는 와무80000형 화차를 개조하여 사용하고 있다.
기코나이역에서 관리하는 업무 간이 위탁역으로 JR에서 업무를 위탁받은 주민이 미리 지정된 승차권을 판매하고 있다. 창구의 영업 시간은 평일과 토요일 6시부터 15시 45분까지이다.

## 역 주변
- 가마야 간이 우체국
- 가마야 어항

## 역사
- 1930년 10월 25일 - 일본국유철도의 일반역으로 개업.
- 1970년 12월 12일 - 화물과 수하물 취급 중지. 무인화, 업무 간이 위탁화.
- 1986년 12월 23일 - 화차를 개조한 역사를 사용.
- 1987년 4월 1일 - 일본국유철도 분할 민영화로 홋카이도 여객철도가 계승.
- 2016년 3월 26일 - 홋카이도 신칸센 개통에 따라, 도난 이사리비 철도에게 이관됨.

## 인접한 역
| 도난 이사리비 철도 도난 이사리비 철도선 | 도난 이사리비 철도 도난 이사리비 철도선 | 도난 이사리비 철도 도난 이사리비 철도선 |
| --------------------------------------- | --------------------------------------- | --------------------------------------- |
| sh03 이즈미사와 기코나이 방면           | ■ 도난 이사리비 철도선                  | sh05 오시마토베쓰 하코다테 방면         |